# Lemieux Island
Lemieux Island är en ö i Kanada.   Den ligger i provinsen Ontario, i den sydöstra delen av landet. 
Runt Lemieux Island är det i huvudsak tätbebyggt. Runt Lemieux Island är det mycket tätbefolkat, med 1 692 invånare per kvadratkilometer.